# Ponte della Sanità

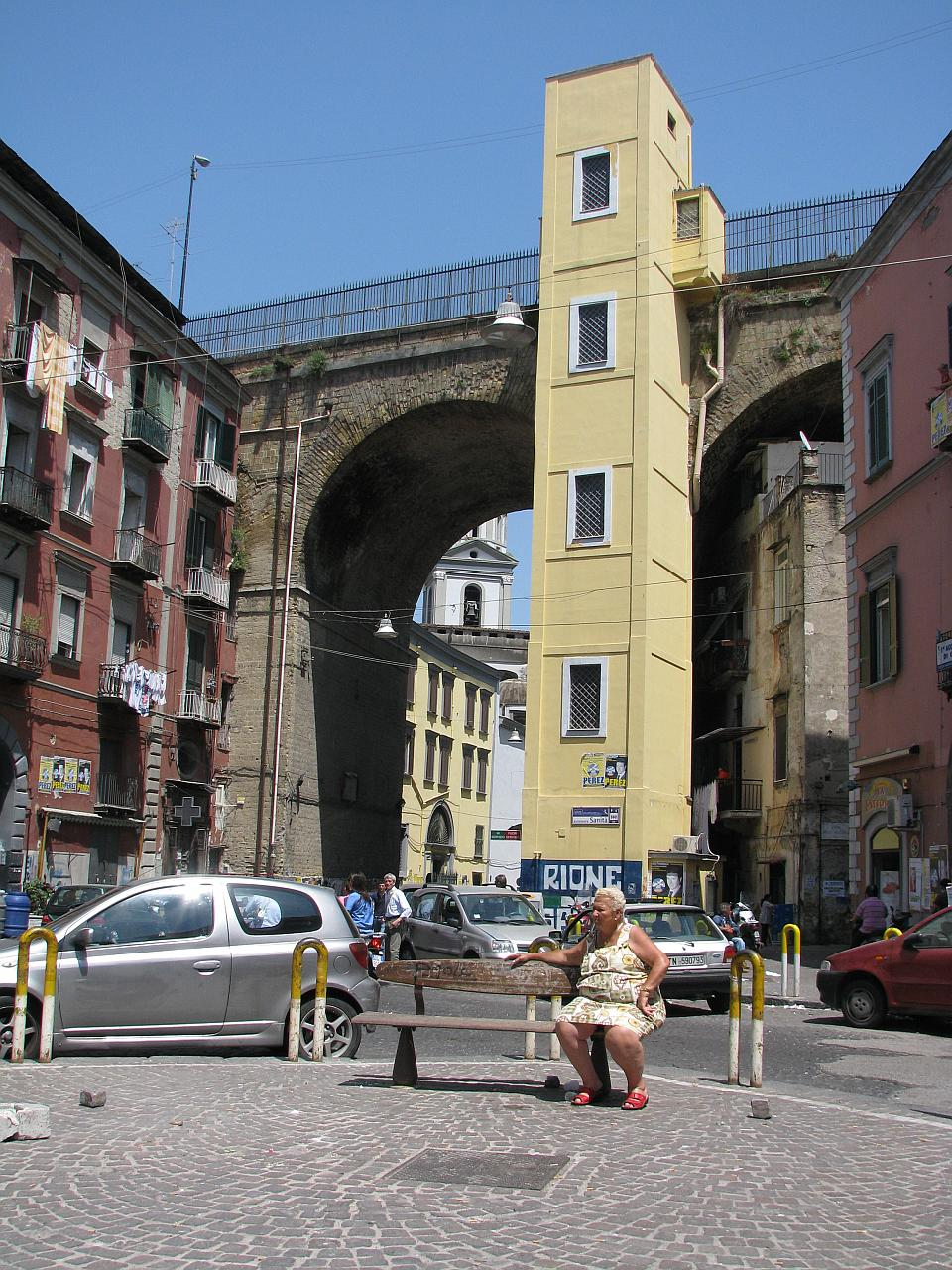
El Ponte della Sanità visto desde abajo.

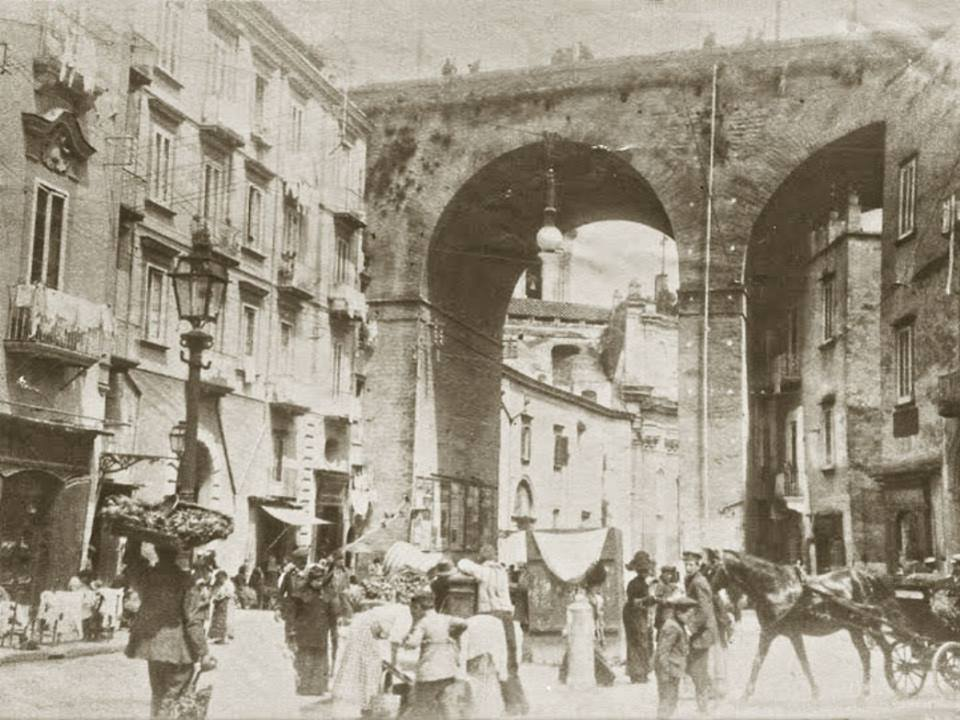
Imagen histórica del puente a principios del siglo XX

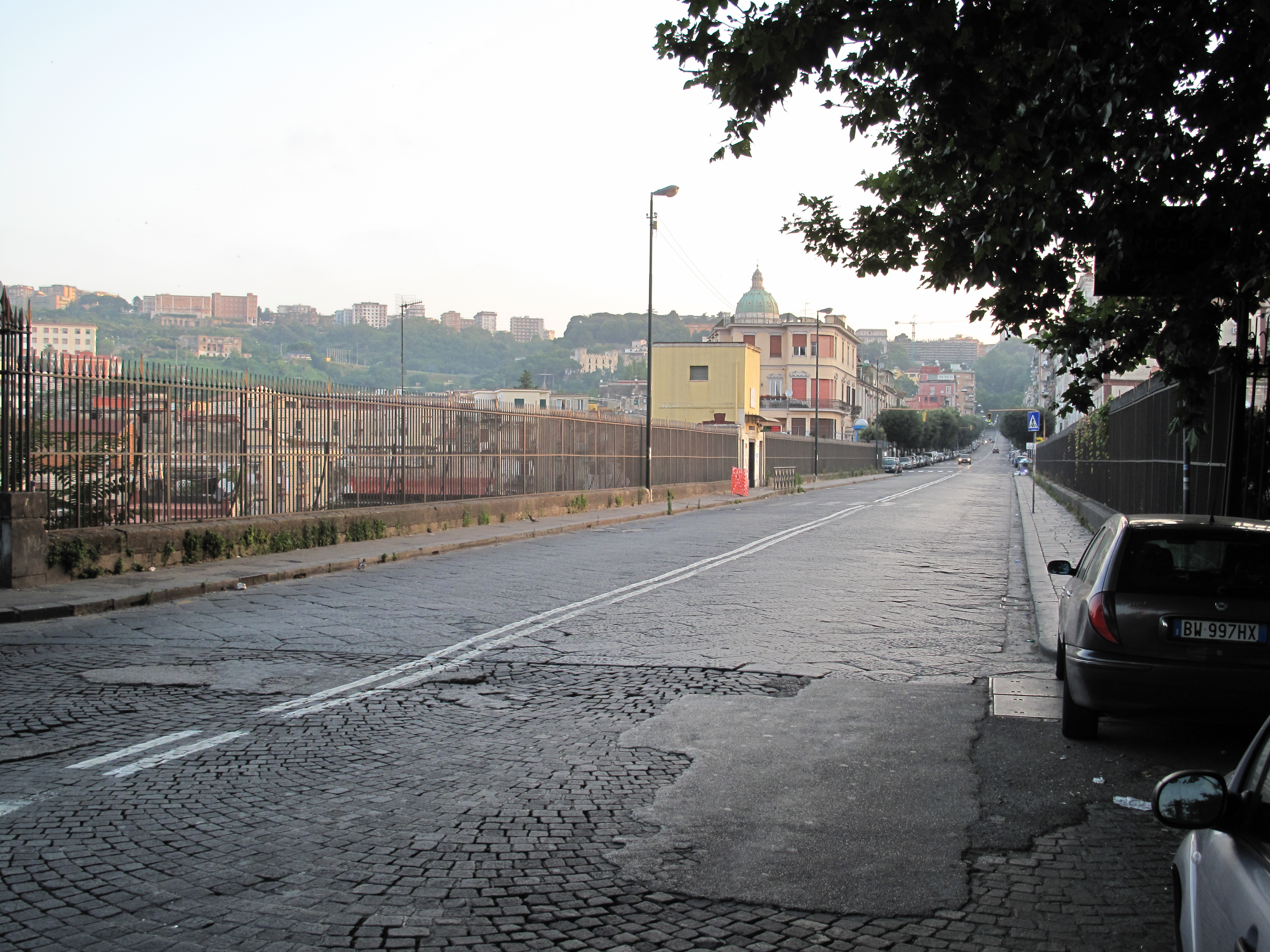
Panorámica de la calzada.

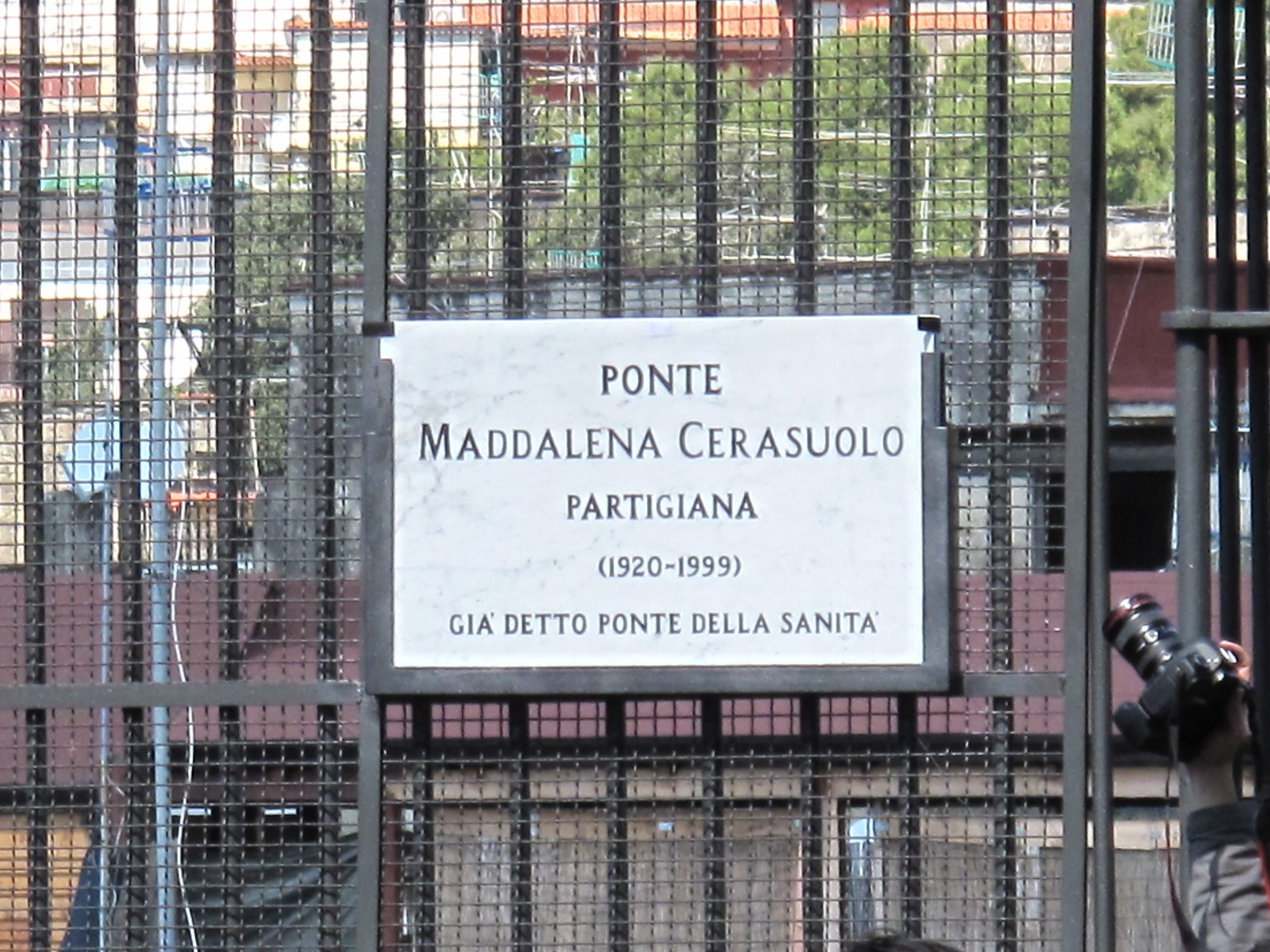
La placa con el nuevo nombre del puente.

El Ponte della Sanità, oficialmente Ponte Maddalena Cerasuolo, es un puente que pasa por encima del Rione Sanità, en el barrio Stella de Nápoles, Italia. Tiene 118 metros de longitud y une dos importantes calles de la ciudad, la Via Santa Teresa degli Scalzi y el Corso Amedeo di Savoia, originalmente fusionadas bajo el nombre de Corso Napoleone.

## Historia
La construcción del Palacio Real de Capodimonte en 1738 generó un serio problema para acceder al palacio: aislado del resto de la ciudad, solo se podía alcanzar mediante un tortuoso recorrido. La distancia en línea recta entre el centro de la ciudad y el palacio no es muy grande, pero entre estas dos zonas había un obstáculo bastante escarpado, la contrada del Casciello, una colina donde se encontraba la iglesia de Santa Teresa degli Scalzi.
Fue durante el decenio francés cuando se comprendió que se debía afrontar el problema para crear una conexión directa entre Capodimonte y la ciudad. José I Bonaparte puso en marcha una nueva política de infraestructuras, iniciando las obras entre 1806 y 1807, y su sucesor Joaquín Murat completó la construcción de una nueva calle amplia que permitía un tránsito ágil, el Corso Napoleone. En un cierto punto, el recorrido de esta nueva arteria se encontraba ante el gran valle de la Sanità, por lo que era necesario un puente que salvase este desnivel para continuar en dirección al palacio, que se había convertido en la nueva residencia real.
El proyecto del puente fue encargado al arquitecto napolitano Nicola Leandro, que diseñó una audaz obra arquitectónica que actuaría como símbolo del gran dinamismo francés, no sin problemas: en el lugar donde se debía construir el puente se encontraba el complejo del siglo XVII de la basílica de Santa Maria della Sanità.
En particular, suponían un obstáculo los dos claustros, diseñados, al igual que todo el complejo, por Giuseppe Nuvolo. El problema se resolvió con la supresión del monasterio en la óptica de la política de eliminación de las órdenes monásticas, emprendida con el objetivo de confiscar para el estado sus ingentes bienes. El claustro mayor, rectangular, fue derribado, mientras que en el menor, con una particular forma oval, se construyeron dos pilares del puente. Las obras para la construcción del puente terminaron en 1809.
El Ponte della Sanità no solo fue emblema de la época de Murat, sino que también fue símbolo de la resistencia y la liberación en la Segunda Guerra Mundial: durante los Cuatro Días de Nápoles de 1943 los alemanes, saliendo derrotados por la revuelta popular, decidieron minar el puente para cortar cualquier conexión con la ciudad desde el norte, pero el 29 de septiembre un grupo de partisanos entre los cuales estaba Maddalena Cerasuolo salvó el puente de la destrucción. Una placa colocada en el año 2000 en el ascensor de la Sanità, que desde 1937 permite descender al barrio situado debajo del puente, recuerda este heroico gesto.
Por iniciativa de la población del barrio, que impulsó una petición que recogió 2907 firmas, el puente fue dedicado a Maddalena Cerasuolo el 27 de enero de 2011 y bautizado con el nuevo nombre en presencia de la entonces alcaldesa de Nápoles Rosa Russo Iervolino el 31 de marzo.

## Composición
El puente tiene seis arcos de medio punto, todos ellos de la misma dimensión, algunos de los cuales están escondidos por las construcciones que se acumulan a su alrededor, especialmente a ambos extremos. En particular, hay un edificio de modestas dimensiones que llega a rozar la bóveda del arco situado al sur del que permite el tránsito de peatones y vehículos. Este edificio se encuentra en la esquina del Vico delle Vecchie, una callejón que discurre a lo largo de la parte izquierda del puente, en dirección a Santa Teresa, y es un testimonio de la estrecha unión arquitectónica que no es extraño encontrar entre los edificios del barrio.
Desde el puente se puede ver la espléndida cúpula de mayólica de la basílica de Santa Maria della Sanità, además de una bella vista de toda la Sanità hasta el Vesubio.